# Суперкавитационная торпеда фирмы Diehl BGT Defence
Суперкавитационная торпеда (происхождение от немецкого слова superkavitierender Unterwasserlaufkörper) — это высокоскоростная торпеда немецкого производства. Ранее она носила название «Барракуда». Суперкавитационная торпеда Барракуда была разработана фирмой Diehl BGT Defence и предназначена для поражения или уничтожения подводных целей. Впервые представлена в 2005 году.
В основе действия торпеды положен тот же принцип, что и в советской торпеде «Шквал» (принята на вооружение ВМФ в 1977 г.), а именно создание кавитационного пузыря и движение в нём. Конструкторская документация, похищенная шпионом Эдмондом Поупом, попала в руки разработчиков в США и Западной Европе в 1990-е годы, после распада СССР.
Суперкавитационная торпеда (ракета) Барракуда способна развивать скорость более 400 км/час. Скорость движения напрямую зависит от плотности воды, в которой перемещается торпеда.
Конструкция суперкавитацинной торпеды «Барракуда» включает в себя следующие части:
- твердотопливный ракетный двигатель;
- инерционное измерительное устройство;
- автопилот;
- конический наконечник.

Инерционное измерительное устройство и автопилот выполняют функции стабилизации торпеды.
В настоящее время около десятка опытных образцов подводной ракеты были изготовлены и успешно испытаны. Суперкавитационную торпеду Барракуда можно использовать как с подводных лодок, так и с надводных кораблей.

## ТТХ
Подводная ракета «Барракуда» является оружием малой дальности .
Максимальная скорость, продемонстрированная во время испытаний, составила 100 м/с  (может меняться в зависимости от плотности воды).
Антенная решетка сонара конструктивно интегрирована  в тело кавитационно-образующего конуса в головной части ракеты. 
Острие кавитационно-образующего конуса по командам автопилота может отклоняться от продольной оси корпуса ракеты с целью быстрого изменения направления ее движения.

## Недостатки
Из-за огромной скорости (200 узлов) торпеда производит сильный шум и вибрации, что демаскирует подлодку.
Малая дальность пуска демаскирует подлодку, что негативно сказывается на живучести.
Максимальная глубина хода не позволяет поражать подлодки на больших глубинах.
Удельный импульс прямоточного гидрореактивного двигателя в 2,5-3 раза выше, чем у известных ракетных двигателей, что может вызвать поломку сонара подлодки. Согласно немецким источникам, является управляемой (в отличие от «Шквала»).